# Ułazowicze (obwód brzeski)
Ułazowicze (biał. Улазавічы, Ułazawiczy; ros. Улазовичи, Ułazowiczi) – wieś na Białorusi, w obwodzie brzeskim, w rejonie lachowickim, w sielsowiecie Żerebkowicze.

## Historia
W XIX i w początkach XX w. folwark położony w Rosji, w guberni mińskiej, w powiecie nowogródzkim, w gminie Darewo.
W dwudziestoleciu międzywojennym leżały w Polsce, w województwie nowogródzkim, w powiecie baranowickim, w gminie Darewo. W 1921 miejscowość liczyła 189 mieszkańców, zamieszkałych w 32 budynkach, w tym 144 Białorusinów, 36 Polaków i 9 Żydów. 142 mieszkańców było wyznania prawosławnego, 38 rzymskokatolickiego i 9 mojżeszowego.
Po II wojnie światowej w granicach Związku Sowieckiego. Od 1991 w niepodległej Białorusi.